# Olifant (Schiff, 1977)
Die Olifant ist eine unter deutscher Flagge fahrende Danske Jagt mit Gaffeltakelung. Ihr Heimathafen ist derzeit Heiligenhafen. Eigner und Betreiber des Schiffes ist der Verein Museumsschiff Heiligenhafen e. V. mit Sitz in Heiligenhafen.

## Geschichte
Die Olifant wurde 1977 für Heinrich Woermann auf der Andersen Traeskibsvaerft in Marstal unter der Leitung des Konstrukteurs Michael Kiersgaard gebaut. 1999 verkaufte Heinrich Woermann die Olifant an den Verein Museumsschiff Heiligenhafen e. V.

## Schiffsbeschreibung
Der Rumpf und die Masten der Olifant bestehen aus Lärchen- und Eichenholz. Der Rumpf ist in Kraweelbauweise beplankt. Die Olifant verfügt neben einem Groß- über eine Fock, je einem Innenklüver und Außenklüver sowie über ein Gaffeltoppsegel. Ein Schiffsdiesel sorgt neben dem Antrieb für den Bordstrom. Das reguläre Segelgebiet des Schiffes ist die Ostsee. Die Rumpfgeschwindigkeit beträgt etwa 8 kn.